# Audi Q7
Audi Q7 är en SUV från Audi. Den är baserad på samma teknik som utvecklades gemensamt av Volkswagen AG och Porsche för Touareg och Cayenne. Audi Q7 lanserades år 2006, och konkurrerar med bilar som BMW X5 och Mercedes-Benz M-klass och Volvo XC90.
Som motoralternativ finns på bensinsidan 6- och 8-cylindriga motorer och på dieselsidan 6-, 8- och 12-cylindriga motorer. Bilen går att få som 5- eller 7-sitsig, med vanlig fjädring alternativt luftfjädring. I januari 2015 presenterades en ny generation Q7 på  North American International Auto Show i Detroit.